# فرودگاه بتوامباری
فرودگاه بتوامباری (به انگلیسی: Betoambari Airport) یک فرودگاه همگانی با کد یاتا BUW است که یک باند فرود آسفالت دارد و طول باند آن ۱۴۰۰ متر است. این فرودگاه در شهر یائو-بائو کشور اندونزی قرار دارد و در ارتفاع ۳۲ متری از سطح دریا واقع شده‌است.

## شرکت‌های هواپیمایی و مقصدهای پروازی
| شرکت‌های هواپیمایی                         | مقصدهای پروازی         |
| ----------------------------------------- | ---------------------- |
| گارودا ایندونزیا اجرا توسط Garuda Explore | هالولو, سلطان حسن‌الدین |
| وینگز ایر                                 | هالولو، سلطان حسن‌الدین |